# 师涛
师涛（1968年7月25日—），男，祖籍陕西清涧，生于宁夏盐池，中國新聞記者、诗人、作家，2005年因为通过雅虎邮箱发了一封政府文件给海外网站，被中國政府控以泄露國家機密罪並判處十年有期徒刑，2013年8月23日獲釋。

## 生平
师涛出生于宁夏盐池，1986年，考入上海华东师范大学经济系政治经济学专业，后转入政治教育系政治教育专业，期间曾任夏雨诗社的社长。1991年7月毕业，分配到西安庆安宇航设备公司子弟校，担任政治课教师。1992年，与陶穎结婚。1994年，在陕西《消费者导报》工作。1995年，在《华商报》做记者、编辑。1999年，在《各界导报》、《劳动早报》工作。2000年，在《西安商报》工作。后到湖南《当代商报》任总编助理、编辑部主任。曾先后就职于陕西《华商报》、《西安商报》、《老新闻》、《法制日报》等多家媒体担任记者、编辑。他也是诗人，出版了多本诗集，近年来也为海外媒体如《民主论坛》电子刊物撰稿，是独立中文作家笔会的成员。在湖南长沙《当代商报》任编辑部主任期间，曾报道当地官员贪污腐败的消息。
师涛因公布官员下发的关于六四事件15周年维稳的通知邮件于2005年被中国国家安全局在山西太原拘捕。后法院以“非法向境外提供国家机密”罪，判处10年有期徒刑。2005年10月18日，国际组织"保护记者委员会"将2005年度的“国际新闻自由奖”颁给在狱中的师涛。
2006年3月，获2006年度“瓦西尔·斯图斯自由写作奖”（vasyl stus award），同年11月28日獲世界報業協會頒發2007年世界報業協會自由金筆獎。

### 被捕经过
2004年4月20日中共中央办公厅和国务院办公厅联合下发的11号文件《关于当前稳定工作的通知》，当时是由师涛所在的湖南《当代商报》的领导口头传达到所有中层编辑。文件提醒说，海外民运人士有可能在六四15周年纪念日期间回中国大陆，会对社会稳定带来影响。这份通知要求各媒体单位不得报道有关六四事件、法轮功和普通群众群体上访等内容。师涛通过他的个人雅虎电子邮件，把文件内容摘要写给海外的网站《民主通讯》发表。中国国家安全局向雅虎香港控股有限公司要求提供了该用户的个人信息，因此国安局得以确认发送电子邮件者的地址及身份，最后作为法庭证据指控师涛。
2004年11月24日，山西省国家安全局联同湖南省国家安全局的人员，在山西省太原市带走师涛，并把他押送到湖南省长沙市。没有出示任何文件，没收了他的电脑和文件。

### 辩护
他的辩护律师郭国汀表示，这是违反有关法律的。 但是郭国汀的律师执照被上海司法局吊销执业牌照一年，因而改由莫少平律师代为辩护。
2005年3月11日，长沙市中级人民法院首次开庭审理师涛一案，控方出示了一份国家保密局的鉴定，稱那份文件属国家机密。被判为“非法向境外提供国家机密罪”。后以“非法向境外提供国家机密罪”，判刑10年，剥夺政治权利两年。同年6月，湖南省高级法院二审维持原判。
師濤案成為中國維權律師及國家機密判定的案例分析之一。

### 现况
2005年，师涛被判刑之后，首先被关押在长沙市的监狱管理局收押中心。在那里接受入狱训练，两个月期间体重下降了十公斤。师涛原来有一些慢性病，由于天气酷热，在酷热天气下被强迫训练，导致身体状况急剧恶化。他在收押中心身体状况非常不好。9月5日，师涛被转移到湖南沅江的赤山监狱，一个位于洞庭湖中小岛的监狱，专门关押被判十年以上徒刑的犯人。师涛在赤山监狱的情况有所好转。2010年，他从赤山监狱转到银川服刑。
師濤已向香港個人資料私隱專員公署投訴雅虎香港非法洩露其個人資料，並打算在香港和美國分別起訴雅虎香港和雅虎美國總公司，要求對方賠償師濤10年的經濟損失，及他所經受的精神傷害，包括其母親由寧夏搬到長沙以便探監的費用等。
師濤於2013年8月23日在银川獲釋。

## 评价
对于师涛被捕事件，海内外许多人认为拘捕、审讯过程中存在司法不公，而且量刑明显过重。中国的刑法中虽然有泄露国家机密的罪名，但是没有对“国家机密”作出界定。所以一些分析人士说，中国政府就可以随意用这个罪名打压政治异见人士。也有人认为，师涛被判重刑，并不是单纯因为此次"泄密"事件，而是因为师涛过去发表了不少同情六四事件的文章。
雅虎因向中国当局提供师涛的电邮帐号活动信息而遭受广泛批评，但雅虎称，其香港子公司的做法只是为了遵守中国法律。2007年11月在一次美国国会听证会上，雅虎的联合创始人杨致远向师涛以及另一位类似事件而被捕的王小宁的家人道歉，并在不久之后通过协议了结了他们提起的诉讼。
美國總統歐巴馬於2009年5月1日紀念世界新聞自由日發表文告，提到师涛與胡佳等新聞工作者還被關在中國的監獄中。

## 作品
- 1991年，组诗《落日》、《旭日》、《危险的吸引》、《点灯》、《打钟》、《笔记》、《少年》等；
- 1992年，组诗《与妻书》；
- 1993年，组诗《九三年的出路》、《夏之书》、《上海》、《金色的蜥蝎》等；
- 1994年，组诗《光景》、《费城》、《天堂的边疆》、《悬空的阳台》、《丢失的树》等；
- 1995年，组诗《艺术家节奏的串联》；
- 1996年，组诗《子的回忆》、《梦想者》、《飞行》；
- 1997年，组诗《表达》；
- 2002年，6月，自印诗集《私生活》；11月，由山西人民出版社出版诗集《天堂的边疆》。